# Дундур, Пётр-Вольдемар Петрович
Пётр-Вольдемар Петрович Дундур (1898, Курляндская губерния — 13 октября 1938, Ленинград) — советский гребец и тренер. Расстрелян в годы Большого террора.

## Биография
Родился в 1899 году в усадьбе Крастынь (станция Анненбург) Митавского уезда Курляндской губернии. Латыш по национальности.
Четырежды становился чемпионом СССР: 1928 (в двойке парной, в двойке с рулевым и в четвёрке с рулевым) и 1934 (в двойке с рулевым). Занимал призовые места советского первенства.
Являлся старшим тренером гребного клуба «Красное Знамя» в Ленинграде. Среди его воспитанников — Михаил Савримович, Б. Ясинский, В. Флинк, Николай Чистяков.
Во время Большого террора был арестован 6 июня 1938 года. Приговорён Особой тройкой УНКВД Ленинградской области 9 октября 1938 года к высшей мере наказания. Расстрелян 13 октября 1938 года в Ленинграде.
У него остался сын — Вольдемар Петрович Дундур (1938—2023), также ставший гребцом.